# Phyllodromia scopulifera
Phyllodromia scopulifera är en tvåvingeart som beskrevs av Collin 1928. Phyllodromia scopulifera ingår i släktet Phyllodromia och familjen dansflugor. Inga underarter finns listade i Catalogue of Life.